# Japanse encefalitis
Japanse encefalitis  is een infectieziekte met neurologische verschijnselen. Deze aandoening komt voor in Oost-Azië. Veroorzaker is het Japanse encefalitis-virus, een flavivirus. 
Overdracht vindt vooral plaats door de nachtactieve mug Culex tritaeniorhynchus. Varkens en wilde vogels zijn het reservoir. Het Japanse encefalitis-virus komt hoofdzakelijk voor in landelijke gebieden, in stedelijke gebieden is het virus over het algemeen afwezig. Het ziektebeeld kan variëren van asymptomatisch of een griepachtig beeld tot een ernstige encefalitis met hoge koorts, convulsies, paralyse en uiteindelijk zelfs coma en sterfte. Behandeling omvat supportive care. Een doorgemaakte infectie leidt tot levenslange immuniteit. Vaccinatie tegen Japanse encefalitis is mogelijk.